# ウォズニアック・テスト
ウォズニアック・テスト（英: Wozniak test）もしくはミスター・コーヒー・テスト（英: Mr. coffee test）とは、スティーブ・ウォズニアックによって考案された、ある機械が汎用人工知能であるかを判定するためのテスト。

## 歴史
2010年3月2日、スティーブ・ウォズニアックが提唱した、あるマシンが汎用人工知能であるかを見分けるための試験方法。チューリングテストの代替であるとしている。

## 方法
初めて入る（=間取りなどを一切知らない）他人の家に上がり、その家の主人にコーヒーを淹れてあげられるか否かを試す。もしコーヒーを淹れられないなら、弱いAI（Narrow AI）と見なされる。

## 批判
コーヒーを淹れることに特化した特化型AI（弱いAI）なら可能ではないかという批判がある。

## 妥当性
もし対象が弱いAIであるならば、他人の家に入ろうとプログラムが決定を下した時点ですべての可能性を検討し始め（モンテカルロ法）、結果的にすべての可能性を検討し尽くすまで対象は動くことがない（フレーム問題）。また、ドアにもさまざまな形状があり、さまざまな開け方があるので対象の外界に対する認知的ロバスト性が高くなければ対応できない。
間取りなどは対象にあらかじめ入力できないため、リアルタイム物体検知（英: Object detection）や建築構造の動的なマッピングといった能力が求められる。例えドアや間取りといった問題をクリアできたとしても、コーヒーマシン、コーヒーの粉、フィルタ、マグカップといった隠されたものを効率的に探し出すためにその家の主人と自然言語でコミュニケーションを取らなければならない（自然言語処理、英: Natural Language Processing）。これは、対象がシンボルグラウンディング問題を解決していなければならないことを意味する。さらに、コーヒーが適温かどうか、適切な力加減でコーヒーカップを持ち上げてテーブルに置けるか、といった人間社会に求められる協調性も暗に試されている。これらの問題は、2017年時点では解決されていない人工知能の重要な課題を一度に試せるといった点で優れている。